# ダーモッド・オブライエン (第2代インチクィン男爵)
第2代インチクィン男爵ダーモッド・オブライエン（英語: Dermod O'Brien, 2nd Baron Inchiquin、16世紀生 – 1557年1月31日/5月1日）は、アイルランド貴族。

## 生涯
トモンド王マロー・オブライエンとエレノア・フィッツジェラルド（Eleanor FitzGerald、サー・トマス・フィッツジェラルドの娘）の息子として生まれた。
父は1543年にトモンド王位をイングランド王ヘンリー8世に譲り、その代償としてトモンド伯爵とインチクィン男爵に叙されていた。1551年11月7日に父が死去すると、トモンド伯爵位は父の甥（オブライエン家の家長ドノー・オブライエン）が継承したが、インチクィン男爵位はダーモッドが継承した。
1550年までにマーガレット・オブライエン（Margaret O'Brien、1568年没、第2代トモンド伯爵ドノー・オブライエンの娘）と結婚、1男をもうけた。
- マロー・マクダーモット（1550年 – 1573年/1574年） - 第3代インチクィン男爵

1557年に死去（日付は1月31日または5月1日とされる）、息子マロー・マクダーモットが爵位を継承した。